# Вулиця Алмазна (Львів)
Ву́лиця Алма́зна — вулиця у Залізничному районі міста Львова, в місцевості Левандівка. Сполучає вулицю Машиністів та вулицю Ганкевича, проходить паралельно до Повітряної, утворюючи перехрестя з вулицею Озерною. Нумерація будинків ведеться від вулиці Машиністів. 
Прилучаються вулиці Лева Ґеца, Сушка, Ботанічна, Ольги Дучимінської та Папоротна.

## Історія та забудова
Вулиця прокладена 1957 року, від того часу назва не змінювалася.
У забудові вулиці переважають двоповерхові житлові будинки барачного типу кінця 1950-х — початку 1960-х років.
Поблизу перетину з вулицею Сушка розташований дитячий майданчик.

Світлини вуличної забудови
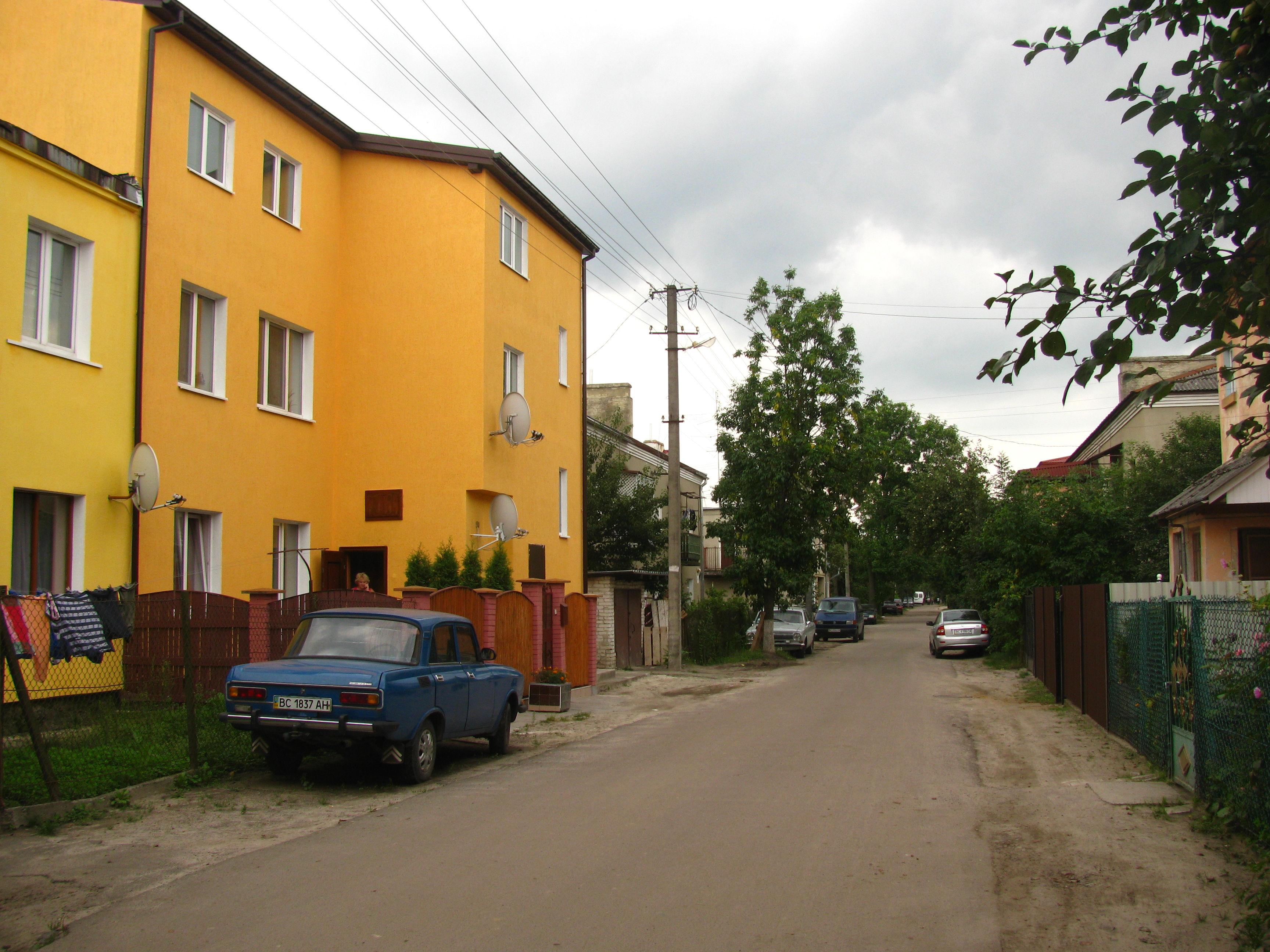
Середня частина вулиці
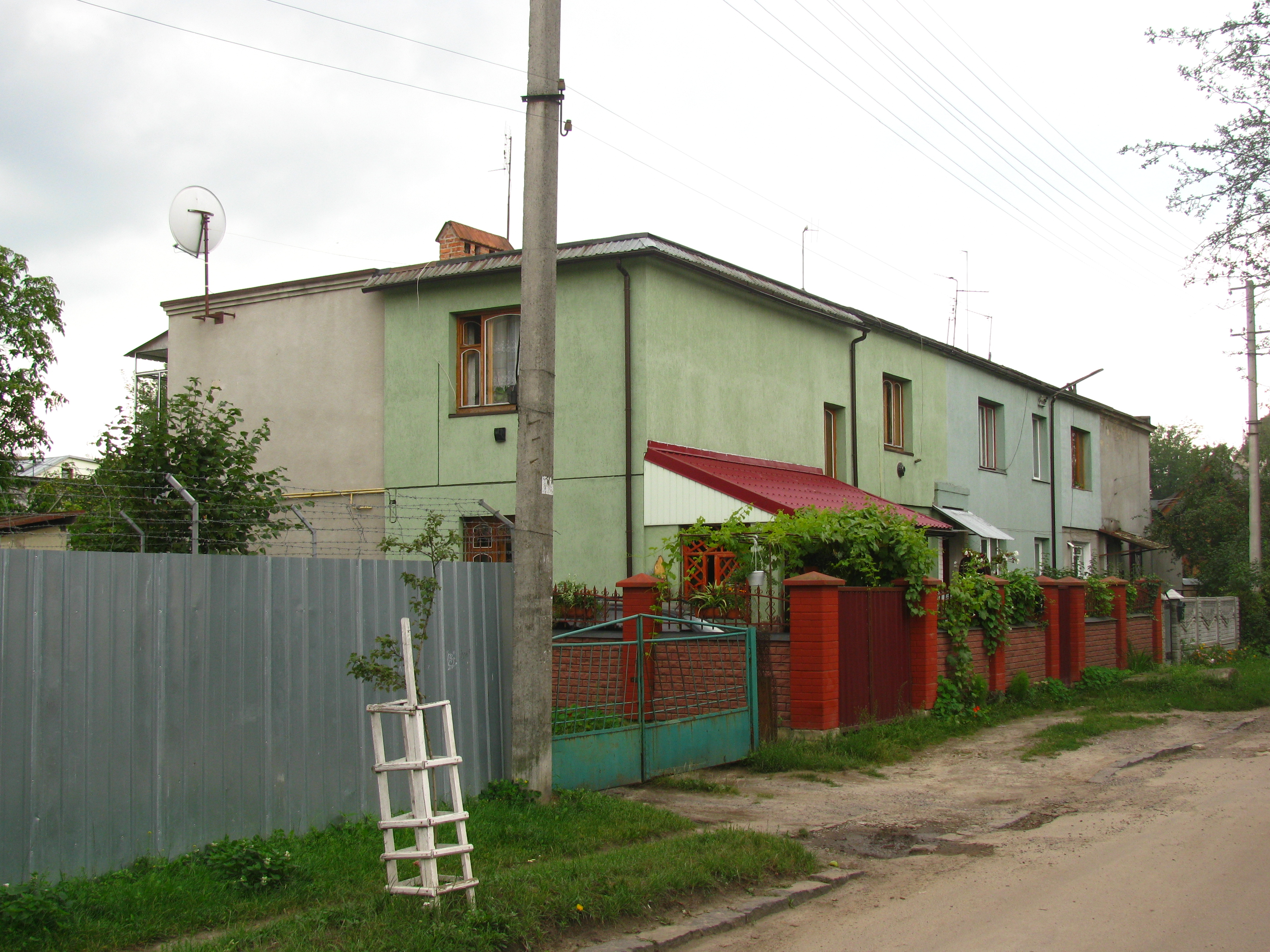
Будинок № 10